# Diamond Days
Diamond Days är den fjärde studioalbumet av The Outfield, utgivet 1990. Bandet hade på albumet en ny trummis, Simon Dawson.
Diamond Days var det första albumet bandet släppte under skivbolaget MCA, efter att tidigare tillhört Sony.

## Låtlista
Samtliga låtar skrivna av John Spinks, om annat inte anges.
1. "Take It All" – 3:47
2. "Eye to Eye" (Spinks/Tony Lewis) – 2:58
3. "For You" – 4:26
4. "John Lennon" – 3:27
5. "Magic Seed" – 3:23
6. "Unrespectable" – 2:45
7. "Burning Blue" – 3:37
8. "Raintown Boys" – 3:31
9. "One Night in Heaven" – 4:24
10. "After the Storm" – 4:43